# トレーヴィ・ネル・ラーツィオ
トレーヴィ・ネル・ラーツィオ（伊: Trevi nel Lazio）は、イタリア共和国ラツィオ州フロジノーネ県にある、人口約1,700人の基礎自治体（コムーネ）。

## 地理

### 位置・広がり

#### 隣接コムーネ
隣接するコムーネは以下の通り。括弧内のRMはローマ県所属を示す。
- アルチナッツォ・ロマーノ (RM)
- フィレッティーノ
- フィウッジ
- グアルチーノ
- イェンネ (RM)
- ピーリオ
- ヴァッレピエトラ (RM)

## 地勢・地形
- 河川：アニエーネ川

### 気候分類・地震分類
トレーヴィ・ネル・ラーツィオにおけるイタリアの気候分類 (it) および度日は、zona E, 2604 GGである。
また、イタリアの地震リスク階級 (it) では、zona 2B (sismicità media) に分類される。

## 行政

### 山岳部共同体
広域行政組織である山岳部共同体「モンティ・エルニチ山岳部共同体」 (it:Comunità montana Monti Ernici) （事務所所在地: ヴェーロリ）を構成するコムーネの一つである。